# 星光 (角色)
蕾貝卡·安·「安妮」·詹紐瑞（英語：Rebecca Anne "Annie" January）是超級英雄漫畫系列《黑袍糾察隊》中的虛構超級英雄，由蓋斯·恩尼斯和德瑞克·羅伯森創作。她作為超級英雄星光（Starlight）時，是由沃特工業（Vought Industries）出資贊助的超級英雄團隊「七巨頭」（The Seven）成員。她也是修伊·坎貝爾的戀愛對象。星光是「美國青年」（Young Americans）的前成員，具有飛行、控制光線的能量。在整個漫畫系列中，她是七巨頭中唯一無私、仁慈的人，但在目睹沃特與其他七巨頭成員的黑暗秘密後變得對此幻滅。
在亞馬遜影片網路電視的改編影集中，「星光」安妮·詹紐瑞由女演員艾琳·莫里亞蒂飾演，而瑪雅·密沙列維琪(Maya Misaljevic)在第三季中飾演年幼的安妮。她也在獨立單元劇動畫影集《黑袍糾察隊：窮凶極惡》中以影像形式出現。

## 登場

### 漫畫書系列
星光是「七巨頭」的最新成員，她具有飛行與投射強光的能力，而她也具有超級聽力。星光曾是超級英雄團隊「美國青年」，且為一名保守基督徒。在剛加入七巨頭時，她對其他成員的本性感到震驚。就在她加入第一天時，護國超人就逼迫她為自己、黑俠與膏鐵俠進行口交，不然就得退出。她的戰服在違反她自身意願下被更改為更加暴露的款式，而她也不斷地被作弄陷入許多羞辱的情境中。在第20卷中，膏鐵俠宣稱七巨頭雇用她的原因僅僅只是想要藉由羞辱她來娛樂自己，而木星傑克則認為在一年內她就會被更大牌的超級英雄給取代。在〈櫻桃(Cherry)〉故事線中，她在紐約中央公園的長椅上遇見修伊，而她以安妮的身份與修伊開始了一段感情，而雙方都不清楚彼此的真實身份。
星光經常表現出性格改變的徵兆，她的情緒爆發激烈、喪失信念、並開始罵髒話與酗酒，而她也擔心自己變得越來越像其他的七巨頭成員。布徹握有她剛加入七巨頭時的錄影，而在第39卷時，他發現了星光與修伊間的關係。在第32卷時，她暴力地拒絕沃特市場部門為她所準備的一件更加暴露的服裝與妝髮，以及作為強暴倖存者的新起源故事。七巨頭試圖要她改變心意，這差點引起了由黑俠率領的性侵，但星光在梅芙的干預下得救。她之後進一步以換回原始戰服的方式違抗沃特與七巨頭。
安妮說她相信自己與修伊的感情「比金子還珍貴」，而她企圖從七巨頭辭職並搬家。然而，在第39~43卷中，她很怕修伊在知道自己的真實身份與她如何進入七巨頭一事後會拒絕她。而她的恐懼也應驗了，在第45卷時，修伊在她揭露自己的真實身份後選擇逃跑。安妮不希望真相傷害到她們的感情，而在〈高地上的少年(Highland Laddie)〉迷你系列中跟蹤修伊回到他在蘇格蘭的老家。她對修伊揭露自己的童年以及作為超人類成長的經歷：她在出生時弄瞎了自己的生父母，被領養後讓她參加沃特的選美比賽，並被禁止使用她的超能力真正地幫助別人。在第52卷中，修伊認為黑袍糾察隊的成員們對超人類並不友善，使得他們的感情無法開花結果，安妮則說修伊是她認識過最好的人，而她並不想放棄，雖然兩人的感情觸礁，但他依舊能夠好好對待她，這也讓修伊同意了。在第55卷中，修伊與馬洛里對談後向安妮揭露自己為CIA工作，並希望她離開七巨頭並躲起來直到黑袍糾察隊與七巨頭之間的戰爭完結。修伊也向她承認自己依然愛她。在第66卷中，安妮因為在華府發生的超人類起義而決定離開紐約與修伊，而修伊也為她的安危擔心。她在最終卷時回歸，在七巨頭與黑袍糾察隊都已成過往雲煙後與修伊重修舊好。
在時間點設定於原作10年後的後記系列〈親愛的貝琪(Dear Becky)〉中，安妮與修伊結婚並定居於修伊在蘇格蘭的家。

### 影集
在改編影集中，艾琳·莫里亞蒂飾演星光。

#### 第一季 (2019年)
在影集中，她的母親同意讓沃特在她出生後對她注射化合物V，但在扶養她長大的過程中令她相信她的超能力是上天所賞賜的禮物。安妮的父親因為不贊同發生在女兒身上的事情而選擇離家，而安妮的母親則對安妮宣稱她的父親離家是因為他花光了家中的儲蓄。安妮被作為一名保守基督徒養大，並參加了超級英雄選美做為母親培養她成為七巨頭候選成員的一環。在第一季中，安妮在剛成為七巨頭新成員後就被潛水王性侵。她在阻止一次約會性侵卻被沃特訓斥她身穿便服行俠仗義之舉後，安妮被迫穿上一件極為暴露，號稱「代表女性賦權」的新戰服。她開始與修伊談戀愛，而修伊也發現她的真實身份就是星光。而兩人的關係也因安妮得知修伊與黑袍糾察隊的牽扯、化合物V的真相以及其在創造超人類中所扮演的角色而變得緊張。

#### 第二季 (2020年)
第二季時，安妮成為黑袍糾察隊的間諜，並幫助他們對媒體洩漏化合物V的真相。她繼續與修伊談戀愛，但因懼怕護國超人與沃特對自己與修伊的報復而選擇暫時中斷這段感情。風暴前線與護國超人之後抓到她暗中協助黑袍糾察隊而將她拘禁，但修伊隨後幫助她逃離。雖然背叛沃特，星光卻被沃特寬恕並在季終重回七巨頭，而在本季發生的事件都被算在納粹身份曝光的風暴前線頭上進行咎責。第二季第一集中，星光在半透人的葬禮直播上演唱〈從未真正消逝(Never Truly Vanish)〉，該歌曲由艾琳·莫里亞蒂在錄音時親自獻唱。

#### 第三季 (2022年)
第三季時，星光被沃特推舉為七巨頭的共同隊長，理由除了修補沃特破敗的公眾形象外，同時也要她監視護國超人的行為。星光希望藉由共同隊長這個新職位來做出正向的改變並招攬盟友以殺死護國超人，但在安妮的前男友超音速(Supersonic，曾使用鼓手哥(Drummer Boy)作為英雄名義)遭到護國超人殺害後，她被迫放棄計畫並被迫接受她作為護國超人螢幕情侶的新公眾形象。由於修伊與布徹和阿兵哥合作對抗護國超人，使安妮與修伊變得疏遠。就在護國超人命令黑俠拘捕梅芙後，安妮在社群媒體上公開直播，意圖摧毀護國超人的公眾形象，並從她的星光身份中退休，並表示「我再也不是星光了。我的名字是安妮·詹紐瑞，而老娘他X的不幹了」。安妮稍後潛入了沃特總部大樓為紀美子偷取化合物V，因此發現V24會導致癲癇發作，並在施打3~5劑的劑量後會致死。她也在沃特大樓內錄下了護國超人殺死超音速的自白。她隨後打電話給布徹，要他警告沒有回她電話的修伊V24的危險性。在沃特塔樓中參加了對抗阿兵哥的最終決戰後，安妮儀式性地拋棄了她的星光戰服，並正式成為黑袍糾察隊的一員。

### 《黑袍糾察隊：窮凶極惡》 (2022年)
雖然安妮在《黑袍糾察隊：窮凶極惡》並未登場，但可以在劇中沃特國際的各項宣傳海報上看到她的身影。

### 《沃特新聞網》 (2020年–2021年)
在2020–2021年的宣傳用網路劇集，作為第二季至第三季事件橋樑的《沃特新聞網》中，安妮與修伊公開了他們的戀情，但因修伊為維多莉亞·紐曼(Victoria Neuman)工作遭到主播卡麥隆·柯爾曼(Cameron Coleman)批評。安妮也為沃特的影音串流服務沃特+拍攝了數支廣告 。

## 能力
星光具有由雙手產生並放射出強光的超能力，並具有一定程度的超級聽力。星光具有飛行能力，而作為體操運動員，她也行動敏捷。她所產生的光能可以致盲，甚至能夠暫時讓超人類失明，這點在膏鐵俠試圖強暴她時獲得證實。

## 角色開發

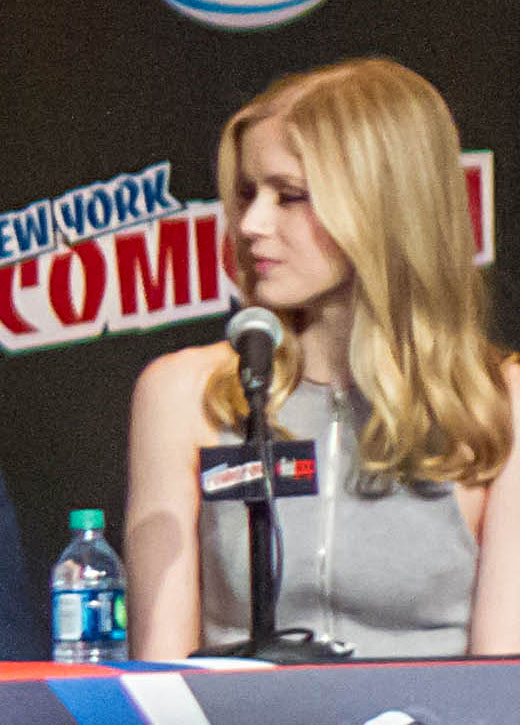
艾琳·莫里亞蒂對星光的演繹受到土星獎讚揚。

星光的初始角色服裝是基於DC漫畫的女英雄驚奇瑪莉，而其能力則是改編字漫威漫畫女英雄眩目，該角色也能產生光線，並用光線放射出熱能與震盪力。
蓋斯·恩尼斯表示修伊與安妮間的感情戲原先不在他的規劃內，他如此說道：
「安妮剛出場時是個笑話，而她原本會因為她在世上首屈一指的超級英雄團隊中所要承受的鳥事而進一步惡化。但當我正描寫修伊在中央公園發愁時，我驚喜地發現安妮走了過來，而那讓我瞭解到我想讓她的故事往一個截然不同的方向前進，讓她更強悍且更面面俱到……我八成是對安妮覺得有所虧欠，進而更加負責任地對待她。」

## 評價
艾琳·莫里亞蒂因她在《黑袍糾察隊》影集版演繹星光的表現而獲得土星獎最佳電視劇年輕演員獎提名。